# George Charles Calnan
George Charles Calnan (né le 18 janvier 1900 à Boston, mort le 4 avril 1933) est un escrimeur américain pratiquant l'épée.

## Les débuts
Calnan naît à Boston, Massachusetts. Il étudie à l'académie navale d'Annapolis, dans le Maryland. Quand il passe sénior, il devient capitaine de l'équipe d'escrime de la Navy. Deux années plus tard, Calnan participe aux Jeux olympiques de Paris, où il finit cinquième avec son équipe à l'épée. 
Calnan fait partie des 73 victimes du crash de USS Akron crash en 1933. Il était alors lieutenant dans la Navy.
Il entre au panthéon US Fencing Hall of Fame en 1963.

## Palmarès
- Jeux olympiques
  -  Médaille de bronze à l'épée en individuel aux Jeux olympiques d'été de 1928 à Amsterdam
  -  Médaille de bronze au fleuret en équipe aux Jeux olympiques d'été de 1932 à Los Angeles
  -  Médaille de bronze à l'épée par équipe aux Jeux olympiques d'été de 1932 à Los Angeles